# John Turner (anarchiste)
Pour les articles homonymes, voir John Turner et Turner.
John Turner (1865-1934) est un anarcho-syndicaliste, communiste libertaire britannique qui fonda et devint secrétaire général du Shop Assistants' Union (« syndicat du personnel de vente des magasins »).
Il rédigeait des chroniques dans des publications comme The Voice of Labour ou Freedom dont il devint éditeur entre 1930 et 1934.
Turner est connu pour avoir été la première victime de l'Anarchist Exclusion Act, loi votée après l'assassinat du président McKinley par l'anarchiste Leon Czolgosz.

## Expulsion des États-Unis
Après avoir donné une conférence au Murray Hill Lyceum à New York, le 23 octobre 1903, Turner est arrêté. Lors d'une fouille par les agents de l'immigration, on trouva sur lui une copie du Free Society de Johann Most ainsi que son agenda de conférences qui en mentionnait une sur les « martyrs de Haymarket ». Ce qui suffit à le faire condamner à la déportation. Il fut incarcéré à Ellis Island pendant trois mois, en attendant les résultats de son appel auprès de la Cour suprême, avant d'être remis en liberté sous caution.
Il donna ensuite quelques conférences dans le pays, espérant à tort que la Cour suprême déclare la loi contraire à la Constitution, puis rentra chez lui en Grande-Bretagne avant que le jugement à son encontre ne soit rendu.
En 1907, il est un des secrétaires avec Malatesta, J-B Wilquet, Rudolf Rocker et Alexandre Schapiro du Congrès anarchiste international d'Amsterdam.

## Notices
- Notices d'autorité :   - VIAF
  - ISNI
  - LCCN
  - WorldCat
- L'Éphéméride anarchiste : notice biographique.
- Centre International de Recherches sur l'Anarchisme (Lausanne) : notice bibliographique.
- René Bianco : 100 ans de presse anarchiste - notice.